# Can Dalmau (Sant Andreu de Llavaneres)
Can Dalmau és una casa al municipi de Sant Andreu de Llavaneres (Maresme) inclosa a l'Inventari del Patrimoni Arquitectònic de Catalunya. La part més antiga de la casa pertany al segle xviii i fou reformada al segle xix. En un primer moment fou una casa de planta baixa i pis, però en una modificació feta el 10 d'agost de 1829 s'hi va afegir una segona planta per tal de tenir més espai, alhora que va canviar el sentit de la teulada. A la façana es va afegir un esgrafiat d'estil romàntic representant a Sant Isidre.
Edifici de planta rectangular, alt i estret. La coberta és a dues aigües, que desemboquen a les façanes laterals. Consta de planta baixa i dos pisos, el segon són les golfes. A la façana principal hi ha un portal d'arc de mig punt, un rellotge de sol i un esgrafiat que representa a Sant Isidre. Té un cos lateral adossat, amb coberta a un vessant.